# Airbag
Pour les articles homonymes, voir Airbag (homonymie).

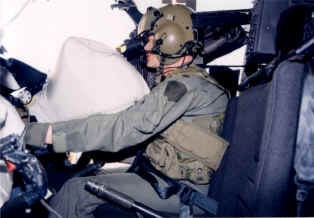
Airbag déployé dans un hélicoptère.

Un airbag (littéralement « sac à air »), coussin gonflable de sécurité ou simplement coussin gonflable, est une membrane ou enveloppe flexible, dans laquelle un gaz est très rapidement injecté par une réaction chimique explosive (perchlorate), pour gonfler l'enveloppe et ainsi servir de coussin pour amortir un choc,.
Les airbags sont principalement utilisés dans les automobiles, pour protéger les passagers lors d'une collision et ainsi leur éviter de percuter violemment certains accessoires de la voiture (volant, vitres latérales, appui-tête avant pour un passager arrière, etc.). Leur efficacité optimale est obtenue dans leur association avec une ceinture de sécurité et un prétensionneur de ceinture.

## Historique

### Dans l'industrie automobile
Ford et General Motors ont commencé, à la fin des années 1950, leurs expérimentations sur des « système de retenue par coussins d'air » basés sur le brevet de 1953 de John Hetrick (en). 
En 1968, Allen Breed invente le détecteur d'impact. La détection d'une collision se fait à l'aide d'une balle dans un tube. Plus tard, il collabore avec General Motors et Chrysler pour le développement de leur airbag.

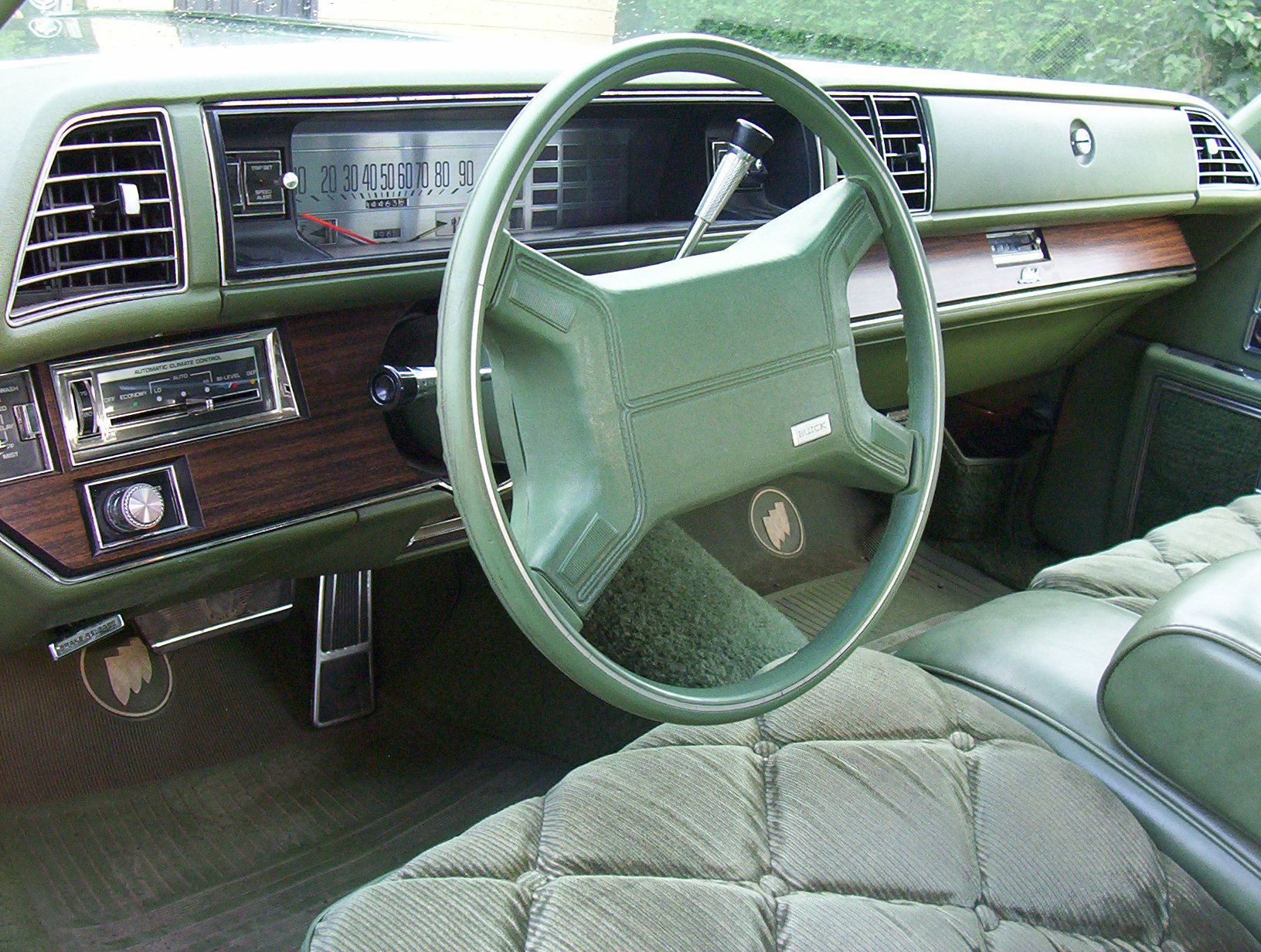
Buick Electra Limited 1975 avec airbags frontaux.

Les premiers airbags sont installés sur des voitures de production en 1973 (des Buick, Cadillac et Oldsmobile modèle 1974).
Les airbags frontaux sont d'abord testés sur une flotte de véhicules Chevrolet 1973. 
Les ceintures aux épaules qui étaient standard à l'avant sur les automobiles américaines des années 1970 (sauf les décapotables) sont enlevées sur les automobiles équipées d'airbags frontaux vu que ceux-ci étaient conçus pour remplacer les ceintures en cas de collision frontale. General Motors installe tout de même des ceintures abdominales dont l'utilisation est recommandée pour protéger dans les autres types de collisions. L'airbag côté passager des voitures General Motors des années 1970 est situé dans la partie inférieure du tableau de bord et sert aussi de protection pour les genoux des passagers avant. La partie inférieure du tableau de bord des voitures équipées de ce système est coussinée du côté conducteur pour protéger les genoux en cas d'accident.
L'airbag sur le côté passager des voitures General Motors des années 1970 est à déploiement variable selon la force de l'impact. General Motors a cessé d'installer des airbags après 1976 parce que ceux-ci ne sont pas très appréciés.
En 1980, Mercedes Benz en propose de nouveaux dans ses voitures mais seulement du côté du conducteur.
En 1998, le gouvernement des États-Unis rend obligatoire la présence d'un airbag dans chaque voiture, suivi de la Nouvelle-Zélande en 2001 et de l'Inde en 2019.

### Dans la recherche astronautique

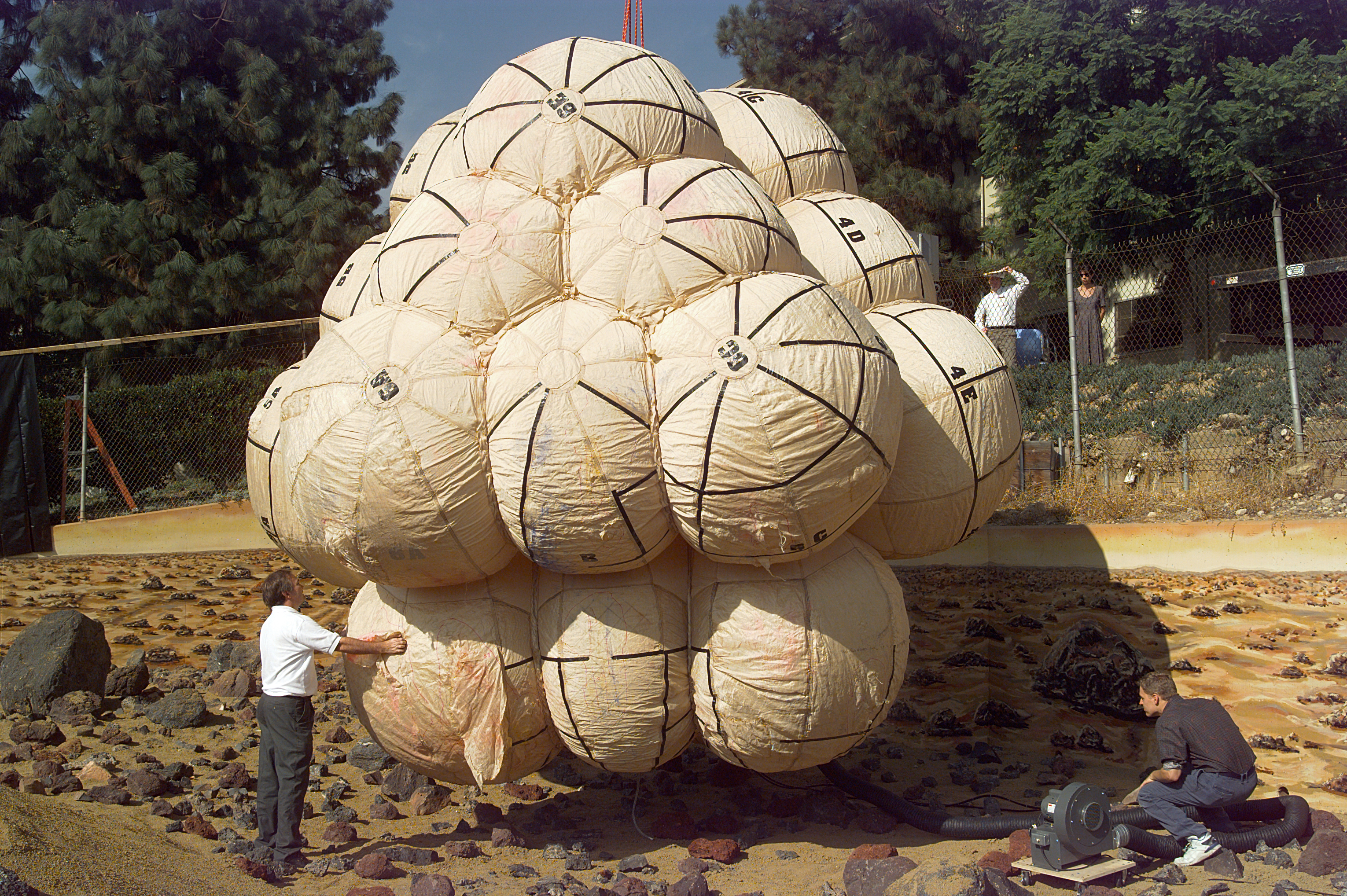
Test du déploiement des airbags de la sonde Mars Pathfinder

Ce sont les sondes lunaires soviétiques Luna 9 et Luna 13, en 1966, qui les premières furent équipées d'airbags. Bien plus tard, les sondes martiennes telles que Mars Pathfinder, Mars Exploration Rover et Beagle 2 utilisèrent ce système. Cependant pour Beagle 2, bien que les airbags aient amorti le choc avec le sol, ces mêmes airbags ont bloqué le déploiement de la sonde à la surface de Mars, entraînant la perte de l'engin.
Au cours de la conquête spatiale, des ingénieurs de la NASA étaient chargés de développer des ballons gonflables (les futurs airbags) dans le cadre du développement des accéléromètres spatiaux. L'airbag a été également utilisé pour l'atterrissage sur Mars du robot Sojourner en 1996.

## Description technique

### Les différentes parties d'un airbag
En termes de pièces d'équipement chez un constructeur automobile, l'airbag de sécurité est un module indépendant (appelé en Europe un « module-airbag » et « Module de coussin gonflable » dans la version francophone du règlement). Il se loge en différents endroits du véhicule suivant l'utilisation : dans le volant pour le conducteur, dans le tableau de bord pour le passager, dans les piliers de portières ou de coffre pour protéger le thorax, rideaux latéraux pour protéger la tête, sous la colonne de direction pour protéger les genoux. Ce module est constitué de trois éléments :

#### Le générateur de gaz
Son déclenchement est géré par le calculateur, il débite des gaz afin d'assurer le gonflement du sac. Il existe trois types de générateurs : pyrotechniques, hybrides et de gaz froid (cold gas en anglais).
Les générateurs pyrotechniques n'utilisent pour générer des gaz que des éléments pyrotechniques : propergols solides, proche du carburant des fusées comme, de l'azoture de sodium (NaN3), du nitrate d'ammonium (NH4NO3) sous forme de pastilles ou de blocs. L'impulsion électrique est transmise à un allumeur et enflamme ces pastilles. Le propergol brûle dans une chambre de combustion et entraîne une libération du gaz diazote (N2), par des trous de diffusion, qui gonfle l'airbag. La réaction de formation du diazote est une décomposition spontanée de l'azoture de sodium au-dessus de 275 °C : 2NaN3 = 2Na + 3N2, le sodium réagissant immédiatement avec son environnement.
Les générateurs hybrides associent ces mêmes éléments à des gaz inertes stockés dans un réservoir indépendant (type gaz rares : argon, hélium…) Ces gaz viennent en complément de ceux créés par la combustion du propergol, pour les refroidir, mais aussi pour limiter la masse de produit explosif dans le générateur et conserver la même capacité de gonflage. Il existe actuellement sur le marché quelques modèles mettant les propergols sous pression avec le gaz mais ils sont rares.
Les générateurs de gaz froid ne sont qu'une réserve de gaz, libéré au moment du gonflage et la totalité des gaz du réservoir servira à gonfler le sac sans aucune aide pyrotechnique. Le contrôle de l'étanchéité du réservoir nécessite l'utilisation des techniques de détection de fuite. Il faut contenir des gaz entre 300 et 1 000 bars pendant toute la vie du produit.

#### L'airbag

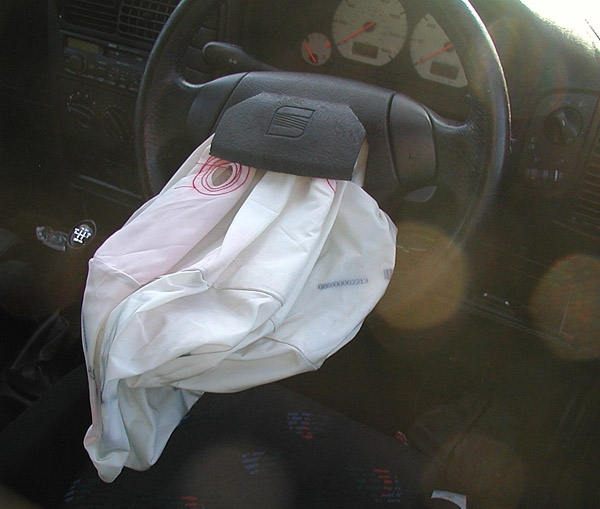
Un airbag déployé côté conducteur d'une Seat Ibiza.

Constitué de toile plus ou moins épaisse, il est plié au-dessus du générateur de manière à assurer une cinématique de déploiement optimale (rapidité et placement du sac vis-à-vis de l'occupant à protéger).
L'airbag déplié contient 30 à 70 litres de gaz pour un airbag du conducteur et de 60 à 160 litres de gaz pour le passager,
À l'arrière de certains airbags, des trous sont réalisés, appelés « évents ». Ils servent à calibrer le dégonflage de l'airbag, soit par pression de l'occupant, soit par effet naturel les gaz de combustion sortent de l'airbag. Les airbags qui ne sont pas équipés d'évents sont réalisés dans des matériaux plus ou moins poreux ; la membrane de l'airbag jouant dans ce cas-là le même rôle que les évents.
Les évents ou la porosité permettent également le dégonflage automatique de l'airbag après sa mise en œuvre.

#### Le boîtier et les capteurs
Le boitier électronique centralise les informations des différents capteurs, détermine via différents critères physiques la sévérité de la collision pour ensuite envoyer ou non un ordre de déclenchement à chacune des différentes protections. Le boîtier peut-être métallique, en plastique ou en fibres, il est généralement fixé au niveau de la commande de la boite de vitesses.
Le ou les capteurs, généralement accélérométriques, sont positionnés à différents endroits du véhicule. L'utilisation de plusieurs capteurs permet d'améliorer les temps de réponse et la robustesse du système de détection de crash.

### Principe de fonctionnement
Le calculateur reçoit en permanence les mesures des différents capteurs. Un algorithme de collision, intégré dans le calculateur, calcule alors différents critères physiques.
Chaque critère vise à évaluer une caractéristique précise. Le type de collision (frontale, latérale, arrière), la vitesse d'impact, la raideur de l'obstacle, la surface de contact entre l'objet percuté et le véhicule peuvent alors être évaluées. Ceci déterminera l'utilité de déclencher ou non telle ou telle protection et à quel moment.
Le constructeur définit les protections à déclencher et les temps de décision sur une série d'essais de laboratoire. Ceux-ci représentent les pires cas pour chaque type de collision (frontal, latéral, arrière, tonneau). Ils permettent de calibrer le système, les niveaux accélérométriques sur un même choc variant largement en fonction du véhicule. Ceci est dû aux différences structurelles des véhicules.
La vitesse d'impact minimale pour déclencher une protection est de l'ordre de 15 à 30 km/h pour une collision frontale, 15 à 25 km/h pour une collision latérale. Cette limite variant en fonction de la caractéristique du choc qui induit une cinématique différente de l'occupant.
Le système de détection est aussi capable de différencier :
- Des essais de roulages (exemple : mauvais pavés, tôle ondulée).
- Des frappes localisées (exemple : coups de marteau à proximité du capteur).
- Des incidentiels (exemple : impact sur un trottoir de face).
- Des collisions réelles.

Seule une collision doit déclencher la mise à feu d'une protection. Les autres types d'essai ne doivent en aucun cas provoquer le déploiement d'une protection, quelle que soit la vitesse d'impact, ceux-ci résultant d'une utilisation normale du véhicule.
Dans le cas d'un tonneau, la consigne de déclenchement est d'environ 30° par rapport à l'axe médian du véhicule en situation « normale ».
Une fois l'ordre de déclenchement donné, un signal électrique est envoyé à un actionneur pyrotechnique appelé « générateur de gaz ». Son rôle est de transformer le signal électrique du calculateur en un phénomène pyrotechnique destiné à gonfler l'airbag. Les gaz fournis par le générateur débitent dans le sac. Celui-ci est plié au-dessus de la diffusion du générateur.

### Temps de fonctionnement
Les temps de fonctionnement des airbags dans un véhicule sont différents suivant leur localisation à bord, les airbags étant conçus pour un type de véhicule et une utilisation donnés. Leur dimensionnement est étudié grâce à des essais de déploiement et une même configuration peut se comporter différemment suivant les véhicules. Les valeurs données ci-dessous représentent donc des temps de fonctionnement moyen.
- Dans le volant, pour le conducteur : les temps de fonctionnement sont de l'ordre de 30 à 150 millisecondes.
- Dans le tableau de bord, pour le passager : les temps de fonctionnement sont de l'ordre de 30 à 150 millisecondes.
- Dans le toit, les sièges, le haut de la portière, pour les latéraux : les temps de fonctionnement sont de l'ordre de 5 à 50 millisecondes.

À titre de comparaison, le clignement de l'œil se fait en environ 150 millisecondes.
Il existe aussi des types d'airbags à simple étage plus simple, ou à plusieurs étages qui permettent de réguler la puissance d'explosion et donc la vitesse de fonctionnement, en fonction de la vitesse d'impact et/ou du nombre de passagers.

## Couplage avec le prétensionneur

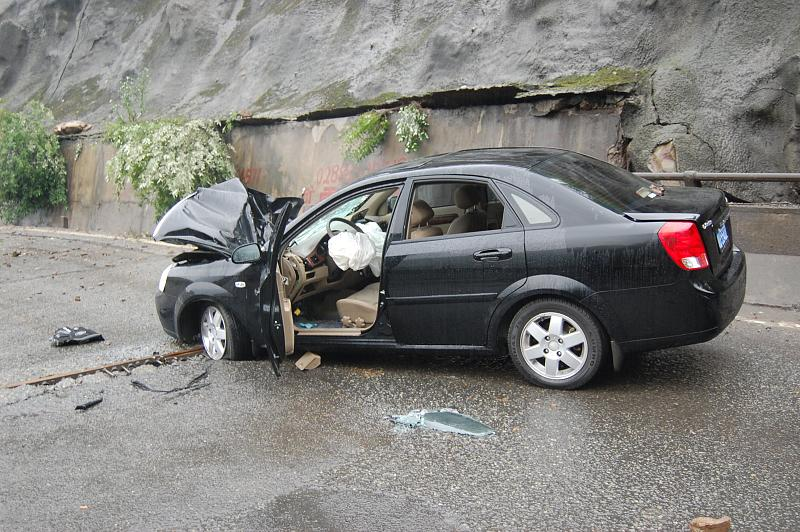
Déclenchement des airbags lors du séisme du Sichuan de 2008

Sur une voiture, l'airbag est parfois associé à un prétensionneur de ceinture, un dispositif qui tend la ceinture de sécurité et plaque le passager contre le dossier. En cas d'accident, le générateur de gaz est amorcé comme dans l'airbag. Le gaz se propage et déplace le piston dans le tube rigide. Du fait du câble de liaison entre le piston et la boucle de la ceinture, celle-ci est tirée vers le bas et le jeu de la ceinture est supprimé.

## L'intérêt de l'airbag
Lors d'un choc frontal, un airbag frontal diminue la probabilité de mourir de 25 % pour un conducteur ceinturé, les statistiques évaluent le système global et ne permettent pas de distinguer le rôle du prétensionneur de celui du ballon proprement dit.

## Les risques liés à l'airbag

### Risque de déclenchement tardif
Le risque principal est lorsque l'airbag ne s'est pas déclenché lors de l'accident, par exemple en cas de choc latéral, arrière, ou de tonneau. Le système de mise à feu pouvant être en mauvais état, les manipulations des sauveteurs lors de la désincarcération peuvent provoquer le déclenchement du système, avec les risques :
- de mobiliser la victime par la tension de la ceinture ;
- de projeter tout objet ou personne qui pourrait se trouver entre le volant et la victime.

Certains systèmes disposant d'un condensateur (pour éviter que l'airbag ne fonctionne plus si la batterie venait à être détruite avant le déclenchement de l'airbag), ils restent ainsi actifs même après débranchement de la batterie. Le déchargement du condensateur prend environ une minute. Mais pour des raisons de sécurité, les secours intervenants sur place attendent, si cela est possible (victime ne présentant pas de traumatisme visible et pouvant sortir seule du véhicule), une dizaine de minutes.

### Risque de blessure
Enfin, le déclenchement, lors d'un choc peut provoquer :
- des brûlures aux avant-bras à cause du gonflement de l'airbag[8] ;
- un traumatisme facial si le conducteur est proche du volant[8] (par exemple une personne de petite taille ayant approché le siège au maximum) ;
- des abrasions au visage pour les porteurs de lunettes ;
- la détonation peut provoquer des lésions du tympan[8].
- mettre un ou les pieds sur la surface en plastique qui maintient le tableau de bord et vers le pare-brise pour le passager avant, peut briser jambes, pieds et bassin, car les genoux seront projetés vers la tête et la ceinture abdominale n'aura aucune prise sur l'os pelvien, ce qui signifie qu'elle peut être enfoncée profondément dans la cavité abdominale[11].

Selon une étude de l'université de science et de médecine de l'Oregon, les personnes de petite taille (moins de 1,55 m) auraient plus de risques de subir des blessures graves lors d'accidents impliquant un déploiement d'airbag.
Un airbag n'a pas assez d'espace pour se déployer si le conducteur est assis trop près du volant, soit 25 cm entre le centre de la poitrine et le couvercle du boitier. Dans ce cas l'airbag doit être désactivé.

### Risque pour les bébés
Si on utilise un siège pour bébé « dos à la route » sur le siège passager avant, l'airbag doit être désactivé : son déclenchement provoquerait la propulsion du siège bébé contre le dossier du siège.
Le règlement CEE-ONU 94 prévoit spécifiquement une étiquette d'information dans toutes les langues des pays appliquant ce règlement, comme le territoire de l’Union européenne, le Japon, ou la fédération de Russie ou en Nouvelle-Zélande.

« NE JAMAIS installer de système de retenue pour enfants faisant face vers l’arrière sur un siège protégé par un COUSSIN GONFLABLE frontal ACTIVÉ. Cela peut provoquer la MORT de l’ENFANT ou le BLESSER GRAVEMENT »

— règlement CEE-ONU 94

### Risque lié au gaz
Il existe aussi un risque d'intoxication en cas de contact répété avec les gaz contenus dans les airbags. Chez les fournisseurs d'airbags, et les équipementiers réalisant les essais de validation, sont installés de puissants systèmes d'aération ou de protection du personnel par masque à gaz.

### Risque de déclenchement intempestif
Certains airbags Takata défectueux peuvent se déclencher intempestivement, pouvant provoquer des blessures ou même la mort ; les constructeurs doivent rappeler un grand nombre de leurs véhicules concernés.

## Airbag externe
Des airbags externes sont actuellement à l'étude dans le domaine de l'automobile, qui se développent par exemple sur le côté de la voiture pour minimiser l'effet d'un choc latéral, ou sur l'avant de la voiture pour protéger les cyclistes d'un choc frontal.